# كارلوس سالوم
كارلوس سالوم (ولد في 15 أبريل 1987، في سان انتونيو اوست، الأرجنتين) هو لاعب كرة قدم أرجنتيني ذو أصول فلسطينية من مدينة بيت لحم، يلعب حالياً لصالح نادي بانكوك يونايتد التايلندي والمنتخب الفلسطيني لكرة القدم.

## مسيرته الكروية

### مع الأندية
لعب لأندية عدية في الأرجنتين أبرزها أوليمبو وأول بويز ، ولعب موسم واحد في البيرو في صفوف سيينسيانو، وفترة قصيرة مع النادي الإسباني رايو فاليكانو. في عام 2014 انضم إلى صفوف نادي يونيون إسبانيولا التشيلي.

### مع المنتخب
إستدعي للمشاركة مع المنتخب الفلسطيني لأول مرة في مارس 2016، وسجل هدفه الأول في سبتمبر 2016 في المباراة التي انتهت بالتعادل 1-1 أمام منتخب طاجيكستان.

## وصلات خارجية
- كارلوس سالوم على موقع قاعدة بيانات كرة القدم.إي يو (الإنجليزية)
- كارلوس سالوم على موقع ناشيونال فوتبول تيمز (الإنجليزية)
- كارلوس سالوم على موقع Soccerway.com (الإنجليزية)
- كارلوس سالوم على موقع عالم كرة القدم.نت (الإنجليزية)
- كارلوس سالوم على موقع AS.com (الإسبانية)

- صفحة اللاعب على soccerway